# بنفشه آفریقایی (فیلم)
بنفشه آفریقایی فیلمی به کارگردانی مونا زندی حقیقی، نویسندگی حمیدرضا بابابیگی و تهیه‌کنندگی علیرضا شجاع نوری محصول سال ۱۳۹۶ است. این فیلم برای نخستین بار در سی و هفتمین دوره جشنواره فیلم فجر به نمایش درآمد.

## خلاصه داستان
شکوه به همراه همسر دومش رضا تصمیم می‌گیرند تا فریدون همسر سابقش که توسط فرزندانشان به خانه سالمندان سپرده شده‌است را به خانه خود بیاورند. این تصمیم اتفاقات جدیدی را در زندگی هر سه نفر رقم می‌زند

## بازیگران
- فاطمه معتمدآریا
- سعید آقاخانی
- رضا بابک
- مهدی حسینی نیا
- رؤیا جاویدنیا
- ندا جبرائیلی
- مریم شیرازی

## جشنواره‌ها

### سی و هفتمین دوره جشنواره فیلم فجر
| قسمت                     | نامزد           | نتیجه    |
| ------------------------ | --------------- | -------- |
| بهترین بازیگر نقش اول زن | فاطمه معتمدآریا | نامزدشده |
| بهترین موسیقی متن        | پیمان یزدانیان  | نامزدشده |

## لوکیشن
بنفشه آفریقایی در شهر آمل فیلمبرداری شده و به گفته علیرضا شجاع نوری برای لوکیشن مناسب جاهای مختلفی کاندید بوده و در نهایت خانه ای قدیمی را در آمل پیدا کردند.